# Azotobacter nigricans
Azotobacter nigricans é uma espécie de bactéria diazotrófica gram-negativa capaz de fixar o nitrogênio enquanto cresce aerobicamente. Foi descoberta por Nikolai Krasilnikov.